# Monson Center
Monson Center es un lugar designado por el censo ubicado en el condado de Hampden en el estado estadounidense de Massachusetts. En el Censo de 2010 tenía una población de 2.107 habitantes y una densidad poblacional de 241,69 personas por km².

## Geografía
Monson Center se encuentra ubicado en las coordenadas 42°5′53″N 72°17′45″O / 42.09806, -72.29583. Según la Oficina del Censo de los Estados Unidos, Monson Center tiene una superficie total de 8.72 km², de la cual 8.69 km² corresponden a tierra firme y (0.33%) 0.03 km² es agua.

## Demografía
Según el censo de 2010, había 2.107 personas residiendo en Monson Center. La densidad de población era de 241,69 hab./km². De los 2.107 habitantes, Monson Center estaba compuesto por el 96.35% blancos, el 0.62% eran afroamericanos, el 0.28% eran amerindios, el 0.81% eran asiáticos, el 0% eran isleños del Pacífico, el 0.09% eran de otras razas y el 1.85% pertenecían a dos o más razas. Del total de la población el 1.99% eran hispanos o latinos de cualquier raza.